# Ophiomyia eldorensis
Ophiomyia eldorensis este o specie de muște din genul Ophiomyia, familia Agromyzidae, descrisă de Spencer în anul 1986.
Este endemică în Colorado. Conform Catalogue of Life specia Ophiomyia eldorensis nu are subspecii cunoscute.